# Rolnowo
Rolnowo (niem. Rollnau) – wieś w Polsce położona w województwie warmińsko-mazurskim, w powiecie ostródzkim, w gminie Morąg.
W latach 1975–1998 miejscowość administracyjnie należała do województwa olsztyńskiego. Miejscowość leży w historycznym regionie Prus Górnych.
W 1928 r. do wsi przyłączono, jako przysiółki, dwa dawne folwarki Anin (założony w 1854) i Antoniewo (założony w 1873), wchodzące wcześniej w skład dóbr w Nowym Dworze. Folwark Anin i Antoniewo zostały rozparcelowane.
Wieś wzmiankowana w dokumentach z roku 1402 i 1408, jako wieś pruska na 48 włókach. Pierwotna nazwa Rulnaw najprawdopodobniej wywodzi się od imienia Prusa – Rulena. W roku 1782 we wsi odnotowano 9 domów (dymów), natomiast w 1858 w 20 gospodarstwach domowych było 138 mieszkańców. W latach 1937–1939 było 457 mieszkańców. W roku 1973 wieś należała do powiatu morąskiego, gmina Morąg, poczta Dobrocin.